# Kubikenborg
Kubikenborg är en stadsdel sydost om Sundsvalls centrum, mellan Södra Stadsberget och Sundsvallsfjärden. I väster gränsar stadsdelen till Skönsmon och i öster till obebyggd skogsmark.
Enstaka hus från äldre tider finns kvar i stadsdelen, men den dominerande bebyggelsen är flerfamiljshus (låghus) och mindre villor från 1950-talet och framåt. I stadsdelens östra kant ligger aluminiumsmältverket Kubal. Här ligger även Skönsmons kyrka. Under åren 1910-1949 fanns spårväg mellan Kubikenborg och centrala Sundsvall.
I stadsdelen finns många större sportanläggningar. Här finns bland annat Kubikenborgs IP, ett antal fotbollsplaner, en baseboll- och en softbollplan, en amerikansk fotbollsplan och ett av 1970-talets få kvarvarande kvartersbad.